# キディ・グレイド
『キディ・グレイド』（Kiddy Grade）は、人類が宇宙に進出した約450年後を舞台にしたSFアニメ・小説・漫画のメディアミックス作品。
アニメとラジオ（サウンドレイヤー）とコミック、小説が複雑にリンクしており、その全てを把握しないと全体像が掴めないというギミックを凝らしている。また、専門用語が多いのも特徴である。続編として『キディ・ガーランド』が存在する。

## あらすじ
1年以上前の記憶を無くした主人公の少女・エクレールは、GOTT.（銀河通商関税機構：Galactic Organization of Trade and Tariffs）に所属する受付嬢兼ESメンバー（Encounter of Shadow-work）である。
パートナーの少女・リュミエールと共に銀河市民の固有財産と権利を守るべく、GOTT局長エクリプスの命令の元、特殊任務を行っていた。
物語が進むに連れ、エクレールは次第に記憶を取り戻すが、それは銀河全体を巻き込む大事件へと繋がっていく。

## 用語

### 組織
宇宙惑星連合
惑星国家統一集合体。星暦0165年設立。
連合評議会
正式名は「宇宙惑星国家連合総合評議院第一等議会」。各国惑星国家の代表議員によって構成された議会で、全員がノーヴルズ。
枢軸委員会
連合評議会の中で最高位の意思決定機関。事実上、銀河系の政治経済を支配している。全員で24名。
GOTT
「Galactic Organization of Trade and Tariffs（銀河通商関税機構）」の略称。惑星国家間での関税や貿易、ひいては銀河系の経済を監視したり取り締まる機関。実動部隊は、Cフォース、SOメンバーと呼ばれる人員で構成されている。複雑な事件においては、局長直属の極秘スタッフ（ESメンバー）が行動することもある。
Cフォース
「Confidential Force」の略。GOTTの騎士団。装甲服で行動。
SOメンバー
「Security Officers」の略。スーツ姿で行動。
DFFG
「Development Fund Federation Government（連合政府開発基金）」の略称。惑星国家間での資本の流通を担う機関。
連合管理委員会
各機関の動向や活動を監視・取り締まりを行なう内部調査機関。略称は「管理委員会」。アームブラストが所属している。
連合治安総局
いわゆる諜報部。惑星国家間の動向に目を光らせている。治安管理実行部隊（軍隊）を保有。
対外保安局員
連合に所属していない惑星国家の情報収集や、それらの国家への機密漏洩を防ぐ役割を担っている。アームブラストのもう一つの顔。

惑星連合立法統合警務局
管轄を設けずに警察権を行使できる、唯一の立法機関。
GCPO
「Galactic Criminal Police Organization（銀河刑事警察機構）」の略。惑星国家間の相互協力で調査を行なう警察機構。

惑星連合司法委員会
司法を司る最高機関の一つ。銀河標準律法に基づき活動している。中央司法局と連合司法裁判所を抱える。
ローゼンフェルト財閥
銀河系の全金融の7.14％を占める巨大財閥。現当主の没後にはその嫡子であるティモシーが相続する事となった（第7話）。
物語終盤にて一般階級との融和政策を提唱、実行に移す。
ヴァージン・ヴァイラス
銀河全体で活動する経済犯罪組織。略称は「V2」。実はノーヴルズによって作られた組織。

### 機械
特殊装備艦
通常の艦種とは異なり、単独ワープが可能なほか、特殊な兵装を備える宇宙艦。ほとんどは軍用として未登録であり、GOTTのESメンバーは高速巡航艦と呼ばれる艦種に乗っている。
ガードロボット（Guard Robot）
ESメンバー1組に1体付く専用ロボット。その中でも、ソリッドシェル（Solid Shell）と呼ばれるタイプは特に高度なAIを搭載しており、高速移動形態（ビークル形態）と人型形態（エスコート形態）への変形も可能。100年前に規制されて以降は製造されていないが、現行の最新鋭機を上回る性能を誇る。GOTTのガードロボットの半数以上がこのタイプ。
ヒューマニックフレーム（Humanic Fram）
非合法の人型戦闘機体の総称。なお、銀河標準律法により、完全な人型のロボットは生産・所有・運用が一切禁止されている。
ジェネテックビースト（Genetech Beast）
獣の姿をした機械生物。「ジェネテック」とは遺伝子技術（Gene Technology）の略。遺伝子レベルまで分子機械によって再現されている。
ジェネテックフィギュア（Genetech Figure）
人の姿をした機械生物。アールヴとドヴェルグに密造されており、ライトニングとトゥインクルがこれに相当する。

### その他
銀河標準律法
宇宙惑星連合憲章に基いて制定された汎銀河基準法。法的な拘束力は低く、あくまで憲章のようなもの。
ESメンバー
「Encounter of shadow-work member」の略。GOTTだけでなく、他の機関や組織にも存在。上から順にG、S、Cとクラスが分けられている。メンバーは全て特殊能力を持っており、これらは生まれつきの他、修行や何らかのサポートを受けて身に付ける。
ノーヴルズ
地球人、またはごく少数に限られた純血の地球人のこと。いわゆる支配階級で、数は10万人にも満たないものの、政治、経済、さらには戦争すらも影で操っているとされる。

## 登場人物

### 主人公
エクレール（Eclair）
声 - 永田亮子
主人公。明るい性格のCクラスESメンバー。ブラウンの髪と瞳を持つ。普段はエクレール・モンタギューと名のり、GOTT本局の受付嬢を担当している。本局勤務時は、遅刻しそうになりながら近所のカフェに寄って出勤する日常である（第10話）。
特務遂行時は赤を基調とした服装が多い。銃器は、GOTTからの支給装備を、闇のガンスミスで実体弾拳銃と交換してから出動する（ジャミングなどを受けにくいため）。
常に携行している口紅は、壁などに描いた線を鞭状の武器に変えるなど、様々な効果を持つ特別製。特務時以外は、能力を抑えるリミッターとなる。外見は16歳だが、実際は遙かに永い時を生き続け、様々な事柄に関わってきた過去を持つ。現在のGOTT長官の育ての母として、穏やかに過ごしていた時期もあった。ある日、その永すぎる人生に耐え切れず記憶喪失になり、現在に至る。リュミエールとは初期の頃からのパートナーであり、その後にエクリプスと出会い、チームを組んだ。徐々に本来のGクラスの力と記憶を取り戻した後、GOTTのやり方に反発して本部を襲撃。アールヴたちに敗北するも、後に新しい身体を得て復活する。一時は過去の記憶が蘇った事でその記憶に苛まれるが、過去を受け入れ現在を生きていく事を決め真のGクラス能力に目覚める。エピローグでは更に新しい体を得ており、続編『キディ・ガーランド』ではこの姿で登場する。［XXIV］Aパート終了後のアイキャッチではこれまで彼女が得てきた姿が全て描かれている。名前は仏語で「稲妻」のこと。
登場時などに「ぢゃっぢゃ～ん。」と言う癖があり、リュミエールにその度に窘められている。なお、この癖は自ら記憶を封じた後に取るようになったものでそれ以前の彼女には見られない。
能力「パワー」（Power）
口紅を塗ることを精神的スイッチとして発動し、超人的な身体能力（力とスピード）を発揮する。真の力はゲージ粒子を操ることで、力弾（フォースショット）による遠距離攻撃も可能。覚醒すれば、自然界の四大力（電磁気力、重力、強い力、弱い力）を操れる。

リュミエール（Lumiere）
声 - 平野綾
エクレールのパートナー。落ち着いた性格のCクラスESメンバー。OP･EDや番宣などでは長い銀髪をよく右頭部分でカールに結っているのが見られる。瞳の色も銀色。エクレールと同じく、普段はGOTT本局の受付嬢を担当している。
ぶどうジュースが大好物。常に携行しているジュースボトルは、様々な機能を備えた特別製。外見は10歳だが、実際は遙かに永い時を生き続け、銀河系での様々な事柄に関わってきた過去を持つ。それまではスラムのような地域で孤独だったが、エクレールに拾われてパートナーとなった。その後にエクリプスとも出会い、チームを組んだ。本来はGクラスの能力を持っている。
エクレールと共にGOTT本部を襲撃した際にはアールヴたちに敗北するも、後に新しい身体を得て復活する。復活直後は膨大な記憶の量に体がついて行けずに拒絶反応まで引き起こしかけたが、デュカリオンとの決戦時に成長した姿となり真のGクラス能力に目覚める。エピローグでは更に新しい体を得ており、続編『キディ・ガーランド』ではこの姿で登場する。［XXIV］Bパート開始時のアイキャッチではこれまで彼女が得てきた姿が全て描かれている。女性としてのあるべき立ち居振る舞いに絶対の矜持を持っており、事ある毎に「女の子はエレガントに。」と溢している。名前は仏語で「光」のこと。
能力「パペット」」（Puppet）
電子機器を自由に操れる。
能力「パーティクル」（Particle）
電子に限らずあらゆる粒子を操ることができる。強力すぎるゆえ、身体には多大な負担が掛かる。

### GOTT

#### 長官・局長
シュバリエ・ドートリッシュ（Chevalier d'Autriche）
声 - 若本規夫、三浦祥朗（中学生）、大前茜（6歳）
GOTTの長官。エクレールに育てられたが、自身がノーヴルズの家系であったために彼女と引き離されてしまい、ノーヴルズを嫌悪している。エクレールとの再会と、彼女をノーヴルズの支配から救うことだけを望みに、現在の地位まで上り詰めた。後にGOTTの裏で行なわれてきた悪事と、ノーヴルズが画策していたデュカリオンを使っての銀河脱出の計画を暴露。直後にアールヴの不意打ちを食らって重傷を負い、エクレールに看取られながら息を引き取った。
エピローグにおいて、シュウの名を持つエクレールの息子として新生する事となる。
エクリプス（Eclipse）
声 - 土井美加
GOTT本局局長。外見は40代前後に見えるが、実際はそれよりも遙かに長い時を生き続け、銀河系での様々な事柄に関わってきた過去を持つ。当初はエクレールやリュミエールと対立していたが、後に仲間となってチームを組んだ。
エクレールの起こしたGOTT本局への襲撃の際にアールヴに銃撃されて行方をくらますが、後にエクレールたちへ新しい身体を与え、アンオウとエイオウの協力を得て、GOTTを乗っ取ったアールヴたちを撃退。その後も、デュカリオンと一体化したアールヴを倒すために奮闘する。名前は英語もしくは仏語で月食と日食のこと。
クヴァント（Quant）
量子を操る能力。Gクラスに相当する。この能力で魂をも量子化し、ESメンバーの延命（肉体の入れ替え）を行なってきた。

#### SクラスESメンバー
アニメ本編に登場する全てのクラスのESメンバーはライトニングとティンクルを除いてOP時点では既に第1話（［I］）より登場している。
トゥイードゥルディ（Tweedledee）
声 - 桑谷夏子
漆黒の長髪の持ち主で瞳の色はブラウン。白いチャイナ服を纏っている女性。パートナーであるトゥイードゥルダムは二卵性の双子の弟。似た力を持つリュミエールとは仲が良い。名前の由来は、『マザー・グース』や『鏡の国のアリス』に登場する双子の名前。
能力「シュトローム」（Strom）
電子を操る力。弟の能力と相互干渉させることによって、電磁誘導による強大な力場を作り出すヴィントシュトース（Windstoss）という技を使える。

トゥイードゥルダム（Tweedledum）
声 - 福山潤
姉とお揃いの格好をしていて瞳も同じ色をしているが髪は短め。旧地球時代中央大陸東端文化圏の末裔で、幼少時はノーブルズとして育った。幼い頃から2人で生きてきたためもあり、重度のシスコン。名前の由来は姉と同じ。
能力「マグネートフェルト」（Magnetfeld）
周囲の磁界を操る能力。姉の力と重合させることも可能。

アンオウ（吽王）
声 - 石田彰
過去の傭兵時代にエクレールと敵対していたことがあり、現在も彼女へのライバル心を持っている。女装好きで皮肉屋。GOTTを離反したエクレールたちを粛清に向かうも、同じく離反して姿をくらました後、エクリプスのサポートへ回る。名前は金剛力士（仁王）の吽形から。
能力「アメイジング」（Amazing）
たとえ真空中であっても、あらゆるものが聴こえる超聴力。

エイオウ（阿王）
声 - 稲田徹
黒い肌の大男。アンオウと同じく元傭兵で現在のパートナー。外見に似合わぬ甘味党。離反したエクレールたちを粛清に向かうも、同じく離反。アンオウと共に、エクリプスのサポートへ回る。名前は金剛力士（仁王）の阿形から。
能力「アンプリファイア」（Amplifiers）
超視力で、「気」の流れを見ることができる能力。また「気」を操ることで身体能力を上げることも可能。

アールヴ（Alv）
声 - 井上喜久子
銀色のショートヘアで瞳の色は緑がかった青。苛烈かつ高圧的な性格で、他のESメンバーへの仲間意識も皆無である上に見下している態度しか見せない為、非常に嫌悪されている。理由は不明だがノーヴルズに激しい憎しみを抱いており、彼らへの復讐の為にあえて裏で結託している。しかし、ノーヴルズを見境無しに復讐の対象にしようとするだけでなく、目的の為にノーヴルズとは関係の無い人間達まで平然と傷つけ陥れようとし、更には利用する者全てを道具扱いしかせず、逆らえば暴力の行使や殺害までも辞さない等、結局本心ではノーヴルズのみならず自分以外の全てを憎しみの捌け口にする事しか考えていなかった。この「幼稚」とも言える常軌を逸するまでの被害者意識や悪行の数々から、かつてのESメンバーの仲間を含む作中の誰からも共感を得られず、エクレールからは「ただの我儘な子供」、リュミエールからは「復讐の建前の下に、権力欲を正当化しようとしているだけ」とそれぞれ酷評されており、パートナーであり母親であるドヴェルグからも、あまりに独善的で行き過ぎたやり方を諌められる事があった程。
エクレールの起こしたGOTT本局への襲撃の際には混乱に乗じ、彼女の容姿と能力を吸収。エクレールに成り済ました上でGOTTの局長代理として組織を完全に私物化するだけでなく、私兵及び能力を吸収する為の道具としてエクレールとリュミエールのクローン達を製造し、GOTTをノーヴルズへの復讐の道具とする為に戦闘集団化を画策する。しかし、エクレールのクローンの一体には反抗的な態度を向けられた上に、復活したエクレール達の反撃の末、自滅に近い形で敗北。左半身に重傷を負いながらも生き延びる。その後も自らの復讐を諦めようとせず、デュカリオンの乗っ取りを画策するが、無関係な人間も殺害しようとする行いを諌めたドヴェルグに逆上して重傷を負わせ、シュヴァリエによって自分の能力と同じシステムによって身体を分解されてしまう事になる。しかし、逆にそれによってデュカリオンと一体化し、その偏執的な復讐心のまま、もはやノーヴルズもそうでない者も関係無く地球や人間そのものを滅ぼそうとするが、エクレールたちの活躍によって再び敗北。最後は何もかもを失って泣きじゃくっていた所、瀕死の重傷を負ったドヴェルグに寄り添われながら、宇宙を漂う事になった。名前は北欧神話のエルフを表す。なお『キディ・ガーランド』第5話によると、Alv Jeneverがフルネームとされている。
能力「アブソーブ」（Absorb）
あらゆる力を吸収あるいは反射する能力。ただし時間制限があり、時間が経つと吸収した力は消える。このデメリット解消の為にエクレールとリュミエールのクローンを製造している。

ドヴェルグ（Dvergr）
声 - 南央美
アールヴのパートナー。薄赤紫のカールの懸かったショートヘアでライトブルーの瞳の持ち主。アールヴとは逆に物静か。幼く見えるが、実はアールヴの実母であり、能力が同じである事もそれに起因している。あまりにも過激な言動や行動の目立つアールヴを諌めるストッパー的な役割を担っていたが、次第にノーヴルズへの復讐を望んでいる彼女からは疎ましい存在と思われる様になっていく。独善的な復讐心に凝り固まったアールヴの姿に対する感情は劇中で明確になっておらず、基本的にアールヴの行動を真剣に止めようとはしない反面、時折見せる様子からも、彼女を歪んだ人格へと育ててしまった事に少なからず後ろめたさはあった模様。
エクレールの起こしたGOTT本局への襲撃の際には混乱に乗じてリュミエールの容姿と能力を吸収し、アールヴと共にGOTTの戦闘集団化を画策。しかし、アールヴの行き過ぎたやり方によってエクレールとリュミエールのクローン達の反抗を招いた上に、復活したエクレール達の反撃の末、自滅に近い形で敗北。右半身に重傷を負いながらも生き延びる。その後、デュカリオンの乗っ取りを画策するが、歯止めが利かないまでに復讐心を暴走させたアールヴを諌めようとした結果、逆上した彼女に銃撃されてしまう。その後、シュヴァリエが「母」であるエクレールを救いたいが為に人生の全てを投げ打った事実を知った事で、自らの子であるアールヴの人格を歪ませてしまった事を後悔したらしく、最後は自らの能力で絶命しかけたエクレールを蘇生。アールヴの母親として泣きじゃくる彼女に寄り添いながら宇宙を漂う事になった。名前は北欧神話のドワーフを表す。
「アブソーブ」（Absorb）
アールヴと同じ能力。

デクステラ（Dextera）
声 - 鈴置洋孝
局長であるエクリプスの懐刀。赤毛の短髪で18歳。常にぶっきらぼうな態度。名前はラテン語で「右」のこと。
能力「エニウェア」（Anywhere）
空間絶対座標を感知する能力。完璧な探知が可能であり、それを応用した瞬間移動も可能。シニストラの能力と重合させることにより、モノディメンションストリング（Mono Dimension String）という、あらゆるものを切断する1次元の糸を作り出すことができる。

シニストラ（Sinistra）
声 - 飛田展男
デクステラのパートナーで18歳。銀髪のロングヘアで瞳の色はライトグリーン。デクストラとは逆に物静かで、落ち着きのある態度。名前はラテン語で「左」のこと。
能力「ウェネバ」（Whenever）
時間絶対座標を感知する能力。枝分かれする未来の可能性に干渉や誘導を行う予知能力の一種であり、デクストラの能力と重合させることもでき、亜光速で移動する物体周辺を狙撃することも可能となる。

#### CクラスESメンバー
ヴァイオラ（Viola）
声 - 徳永愛
薄藍色の瞳のピンクの髪の9歳の少女で活発な性格。シザーリオのパートナーでコンビネーションは絶妙だが、食べ物の嗜好の違いで息が乱れる事もある。名前の由来は、シェークスピアの『十二夜』に登場するヒロイン。
能力「カラミティ」（Calamity）
分子間干渉能力。シザーリオと触れ合って共同で使用する能力であり、その制御の役割を受け持つ。物体の硬度を高めたり、分子間結合を解いて破壊したりできる。

シザーリオ（Cesario）
声 - 森川智之
銀髪、銀眼の持ち主で18歳。極めて無口であり、ヴァイオラに耳打ちして意思疎通を行なう。基本的にヴァイオラとは良好なパートナーシップを見せるが、自分の嗜好に関しては我を通す事もある。名前の由来は、シェークスピアの『十二夜』に登場するヒロインが男装した際の偽名。
能力「ドライヴァ」（Driver）
分子間干渉能力。ヴァイオラの能力と重合させなければ使えない。

ライトニング（Lightning）
声 - 浅野まゆみ
エクレールの容姿と記憶と能力をコピーしたジェネテックフィギュア。Cクラスとされている。アールヴがエクレールから奪った能力を補給するために作られた存在で、6名が存在している。アールヴによって洗脳されているが、その中の1体はエクレールとしての記憶をおぼろげに思い出した。洗脳を解除された後は、それぞれラミューズを与えられて宇宙へ旅立つ。名前は英語で「稲妻」のこと。
トゥインクル（Twinkle）
声 - 神田朱未
リュミエールの容姿と記憶と能力をコピーしたジェネテックフィギュア。ドヴェルグがリュミエールから奪った能力を補給するために作られた存在。洗脳を解除された後は、ライトニングと共に旅立っていく。名前は英語で「光」のこと。
トゥインクル０、ライトニング０
『リバース』に登場するエクレールと、リュミエールの容姿、記憶、能力をコピーしたジェネティックフィギュアであることは同一。アールヴ達がジェネティックフィギュアの能力を試すために作られたが、その宿命に抗い自由を勝ち取ったが、その後しばらくして寿命が尽き、砂のように崩れ落ちていった。ダインに心理的影響を及ぼし、続編の『キディ･ガーランド』に繋がっていく。
ダイン
『リバース』に登場するフリーのESメンバー。リバースの冒頭の直前にGOTTのESメンバーに登録された。実は、ライトニング０やトゥインクル０の能力を測るために騙されていた。性格は若干軽薄なとこもあるが情に厚い男である。能力はパワー。高い身体能力を誇る。
メアリーアン
声 - 沢海陽子（『キディグレイド サウンドレイヤー』第3巻）
小説『キディ・グレイドPr.』と『キディ・グレイド サウンドレイヤー』に登場した27歳の美人女性。甥のブランとともに長期の潜入任務が主のため、GOTT本部を長期不在にしていることが多い。『キディ･グレイドPr』では、SOメンバーとして、各惑星の首脳・経済界の盟主にアズランディア事件や開発計画にヒアリングを行っている。惑星アズランディアのテラフォーミング失敗においては、教官とともに参加していたが重傷を負い、冷凍睡眠措置が取られている救命カプセルに入り長期間宇宙空間に漂っていた。『サウンドレイヤー』においては、ヴァージンヴァイラスに潜入し、内部事情を上司のデクステラ、シニストラのコンビに報告している。
能力「サプレッサー」（Suppressor）
分子、電子、素粒子など、物体を構成する粒子の運動を凍結する能力。

ブラン
声 - 甲斐田ゆき（『キディグレイド サウンドレイヤー』3巻）
小説『キディ・グレイドPr.』と『キディ・グレイド サウンドレイヤー』に登場。メアリーアンの甥でパートナー。11歳であるが国立大学の修士を修了したほどの秀才である。メアリーアンと会った直後は誰とも無愛想な態度を取っていたが、現在は素直な性格になっている。
能力「アクセラレータ」（Accelerator）
物体を構成する粒子の運動を加速する能力。

#### 受付・秘書
リキッド・コール
声 - 木村郁絵
GOTT本局の受付嬢で、エクレールたちのチームのリーダー。愛称はリッキィ。妄想と一目惚れの癖がある。実家のコール家はノーヴルズの名家であるが、リッキィ本人は血筋に囚われない大らかさを持つ。シュバリエとは親戚。
ボニータ・ジェラール
声 - 小菅真美
GOTT本局の受付嬢で、リッキィとは学生時代からの友人。その正体は、リッキィの護衛のためにコール家に雇われた惑星連合立法統合警務局のESメンバーでありSクラスの能力を保持しているが、ボニータ本人は自分の意思で彼女と行動を共にしている。名前のボニータはポルトガル語で「可愛らしい」の意味。
能力「サクリファイス」（Sacrifice）
身代わりになる能力。

メルクルディ（Mercredi）
声 - 水橋かおり
エクリプスの秘書を務める少女。エクレールの起こしたGOTT本局への襲撃の際、行方不明となる。正体は連合管理委員会のファイルスプリッツ。名前はフランス語で「水曜日」のこと。眼鏡をつけているが、この時代においては情報端末を兼ねたアクセサリーである。
ヴァンドルディ（Vendredi）
声 - 能登麻美子
行方不明のメルクルディに代わり、GOTT局長の秘書となった少女。メルクルディと同じ眼鏡とカツラを着けている。名前はフランス語で「金曜日」のこと。

### 連合管理委員会
ルノー
声 - 森功至、野島裕史（中学生）
シュバリエとは古くからの友人。アームブラストの上司。
アームブラスト（Armbrust）
声 - 青羽剛、小菅真美（少年）
ESメンバーの行動を監視している監査官。エクレールからは鬱陶しく思われており、それに対して飄々とした態度を取っているが、幼い頃にエクレールに助けられて以来、彼女を慕っている。名前はドイツ語で「弩」のこと。
能力「ブラックボックス」（BlackBox）
ケースを媒介にして内部の空間を捻じ曲げ、物質を閉じ込めることができる能力。ランクはSクラス。能力が及ぶ質量は自身と同程度で、内部では時間が止まる。また、能力とは別にケースには様々な機能が備わっている。

ファイルスプリッツ（Pfeilspitze）
声 - 水橋かおり
メルクルディの真の姿。アームブラストは恋人であり、パートナーでもある。名前はドイツ語で「鏃」のこと。ランクはSクラス。
能力「インサイド」（Inside）
共有空間の移動を可能とする能力。アームブラストの能力との重合により、どこへでも移動が可能。

### ヴァージン・ヴァイラス
ヴェロニカ（Veronica）
声 - 藤田淑子（キディグレイド サウンドレイヤー 3,5巻）
ヴァージン・ヴァイラスのリーダー。能力のランクはGクラス。エクリプスのパートナーであり、エクリプスが裏切って以来、エクリプスに対して強い執着を見せている。エクリプスを狙う際に、アイネイアースも壊滅させようとするなど目的に手段を選らない冷酷な性格。
能力「マテリアル・A」（Material Anti）
自らの体を反物質に変換でき、自在に操る事ができる。また、原子クラスまで分解されても長い時間を掛ければ元に戻れる。

ヴァイパー（Viper）
声 - 皆川純子（キディグレイド サウンドレイヤー 3,5巻）
ヴァージン・ヴァイラスに所属する少年。Sクラスの能力を持っている。実はGCPOのESメンバーでありヴァージンヴァイラスの最期の重要局面でGOTTに協力する。ヴァージン・ヴァイラス以外でのコードネームは、エース。
能力「コネクタ」（Connector）
エネルギーの置換を行う能力。ヴィラーゴの能力と組み合わせないと、あまり使えない。

ヴィラーゴ（Virago）
声 - 堀江由衣（キディグレイド サウンドレイヤー 3,5巻）
ヴァージン・ヴァイラスに所属する、エクレールに憧れている少女。Sクラスの能力を持っている。実はGCPOのESメンバーでありヴァージンヴァイラスの最期の重要局面でGOTTに協力する。ヴァージン・ヴァイラス以外でのコードネームは、アルファ。ヴァイパーの無理をして仕事する姿を心配している。
能力「カスケーダ」（Cascade）
エネルギーのベクトルを曲げる能力。ヴァイパーの能力と組み合わせる必要がある。

## メカニック

### 宇宙船
ラミューズ（La-muse）
8機のラミューズ級高速巡航艦。それぞれの名称は、ギリシア神話における美と芸術の九女神から引用している。
艦の形状はハクチョウのような流線型。主にAI「ヴィルヴェルヴィント」が艦全体を制御しているため、自立航行も可能である。主武装は船体下部に装備されているビームキャノン2門と、左右主翼に装備されているフレックスフェザー内部のビームキャノン。また、通常巡航時のクルージングキャビンと戦闘時のドッグファイトブリッジが存在しており、荷物搭載用のペイロードデッキも有しているが、ラミューズは荷物というより星間犯罪者を拘束するためにある。
物語開始当初、エクレールとリュミエールは七番艦「ユーラニア」に搭乗していたが、これは後にエグザ・ウィルス「ハシッシ」に侵されそうになって自爆。その後、エクレールとリュミエールは零番艦「カリオーペ」に搭乗した。その他の艦は、後にライトニングとトゥインクルのペアへ譲られることとなる。
エクレールは艦名を「ラミューズ」と呼んでいるが、リュミエールは「ヴィルヴェルヴィント（ラミューズ搭載のAI名で、ドイツ語における「塵旋風」を意味する）」と呼んでいる。
- 零番艦：「美声」の女神カリオーペ（白）
- 一番艦：「歴史」の女神クリオ（紫紺）
- 二番艦：「踊り」の女神テレシコラ（瑠璃色）
- 三番艦：「歌唱」の女神エラトー（若緑）
- 四番艦：「喜び」の女神ユートープ（翠色）
- 五番艦：「喜劇」の女神サレイア（山吹色）
- 六番艦：「讃歌」の女神ポリュンニア（橙）
- 七番艦：「天文」の女神ユーラニア（紅）
- 欠番艦：「悲劇」の女神メルポメネ（漆黒）

スヴァルト（Svalt）
アールヴとドヴェルグが搭乗する、ラミューズ級欠番艦メルポメネをより隠密性と強化、全面改装した艦。静的ステルス（ヒドゥンステルス）により、ほぼ完璧に姿を隠蔽することが可能なステルス艦。
シースクェア（C-Square）
トゥイードゥルディとトゥイードゥルダムが乗る、位相転換式隠蔽（フェイズエレベート）によりあらゆる探知から逃れる高速巡航艦。艦正面のシルエットが『不思議の国のアリス』に登場するチェシャ猫の「消えゆくニヤニヤ笑い」を連想させることから、トゥイードゥルディが艦名を「チェシャキャット」にすることを提案し、その頭文字から「Cの2乗」（シースクウェア）と呼んでいる。また、艦体前部は単体でもシャトルとして機能し、艦体後部を別の艦体へとコンバージョンすることも可能である。
フェニーチェ（Fenice）
シザーリオとヴァイオラが乗る、大型の翼を持つ黄金の艦。翼端のスラスターフィンによる高機動力が、最大の特徴である。多数のスラスターで被弾による推力減少を最小限度に留めることが可能な他、シザーリオとヴァイオラの能力を増幅するアンプ機能（機能名はイタリア語で「不死鳥」を意味する）も搭載している。艦名は、ヴァイオラが忘れ得ぬ歌劇を見た劇場の名称と艦影から。
センチュリオン（Centurion）
デクストラとシニストラが乗る、戦闘機のようなシルエットを持つ藍色の機体の小型の高速巡航艦。高度な機動性と攻撃力に加え、旗艦として艦隊情報を統括する高度な処理能力を有する。デクストラとシニストラの重合能力を引き出すため、2機の同型ユニコーンαとβへの分離変形が可能。キャノピーの色はデクストラ機が赤でシニストラ機は青。艦名は、「百人隊長」を意味する「センチュリオン」から。
サリュート（Salyut）
アンオウとエイオウが乗る、単結晶分子装甲を持つ速度と攻撃力に秀でた戦闘艦。特殊弾頭を備えた魚雷なども多数積載しており、その最大の武器は「両刃直剣」を意味する「グラディウス」を模した艦体そのものである。装甲を共振させて慣性駆動の超高速で突撃する「モノエレメントグラディウス」により、あらゆる物質を貫き、破壊する。艦の命名はエイオウによるもので、ロシア語の「敬礼、祝砲」を意味する。
デュカリオン（Deucalion）
正式名称は「アトラス型島宇宙間航行宇宙船デュカリオン」。単独での無補給航行、単独ワープ機能、テラフォーミング機能を備えた、全長6358kmの超巨大宇宙船。表向きはテラフォーミングによって不動産資産を生み出すために建造されたとされているが、実際はノーヴルズが地球ごと銀河を逃げ出すために造られた、人型への変形も可能な「箱舟」。しかし、後にはアールヴに乗っ取られてしまい、皮肉にも地球へ大打撃を与えることとなる。艦名は、ギリシア神話の登場人物「デュカリオン」から。

### ガードロボット
ドナシュラーク（Donnerschlag）
エクレールとリュミエールの白いガードロボット。両腕は肘から先が有線で射出出来るワイヤーアームとなっている。第14話で「ハシッシ」に侵食され完全に冒される前に自爆。
ドナシュラーク改（Donnerschlag-Re.）
赤いガードロボット。ドナシュラークの後継機。機能や武装もそのまま引き継いでいる。
ソール（Thor）
アールヴとドヴェルグの緑色のガードロボット。高い火力を誇る。
ドウドー（Dodo）
トゥイードゥルディとトゥイードゥルダムのガードロボット。状況に応じてアサルトボディを換装し、高い汎用性を発揮することができる。本体は小型端末ロボット（マスコットインターフェイス）である「マスコット・ドウドー」。
ティターノ（Titano）
シザーリオとヴァイオラの赤色のガードロボット。装甲は超結晶単分子でできており、極めて頑丈。機動力は低いが、ビーグル形態への変形が可能。シザーリオとヴァイオラが能力を発動させている時はその影響で機体が赤紫色に見える。
ゼフィーロス（Zephyrus）
デクステラとシニストラのガードロボット。GOTTのガードロボット中最古にして最強のガードロボット。
ガナドール（Ganador）
アンオウとエイオウのガードロボット。特殊艦に装備されているイナーシャルドライブ（慣性制御駆動）を搭載し、イナーシャルブーストという能力を備えている。

## 年表
| 西暦     | 西暦 |
| -------- | --- |
| 2010年   | 有人宇宙船が火星に到着。 |
| 2025年   | 軌道プラットフォームステーションが完成。 |
| 2055年   | 軌道エレベーター完成。宇宙進出が加速。 |
| 2080年   | 火星のテラフォームが開始。 |
| 2081年   | 有人宇宙船が太陽系外へ到達。 |
| 2092年   | 超光速航法の発見。同時に技術開発が行なわれる。 |
| 2108年   | 太陽系外の恒星系に対して探査が始まる。 |
| 2130年台 | 太陽系外恒星系のテラフォームと殖民が始まる。 |
| 2134年   | 本格的殖民惑星の成立に伴って「星暦」を設定し、星暦元年に。                                                                                                 |
| 星暦     | |
| 51年     | 惑星国家系ごとにワープゲイト網が結ばれる。 |
| 60年台   | 太陽系外自治殖民惑星が80を越える。徐々に独立の気運が高まりはじめる。                                                                                       |
| 80年     | 政治・外交的問題として、条件つきで殖民惑星の独立が認定され、102の惑星国家が誕生する。                                                                      |
| 100年台  | 100年前後に、外圏惑星国家の集合体「惑星共和国連合」が結成される。また、地球を中心とした惑星国家群による「国家惑星連邦」が100年を記念に成立。               |
| 137年    | 「国家惑星連邦」と「惑星共和国連合」との間で交易経済摩擦が発生。第一次限定戦争が勃発。                                                                     |
| 139年    | 第一次限定戦争が終結するが、「国家惑星連邦」や「惑星共和国連合」を脱退する惑星国家が続出。地域紛争や動乱が増加。                                           |
| 162年    | 地球が直接攻撃を受けたことにより、第二次限定戦争が勃発。                                                                                                   |
| 165年    | 惑星ドーフが殲滅兵器で壊滅したことにより、第二次限定戦争が終結。「惑星共和国連邦」が「国家惑星連邦」と合併し、「宇宙惑星連合」が成立。銀河標準律法が制定。 |
| 171年    | 地球が宇宙惑星連合の管理惑星に。地球における一般人の居住の制限が始まる。                                                                                   |
| 206年    | 惑星国家数が200に到達。その内、宇宙惑星連合加盟惑星国家は149国。                                                                                           |
| 233年    | 地球が「原器惑星」に指定され、不可侵となる。 |
| 268年    | 外圏資源惑星で力量子物質をめぐって経済摩擦が発生。第三次限定戦争が勃発。                                                                                   |
| 302年    | 惑星アズランティアのテラフォームが失敗し、大規模災害が発生。                                                                                               |
| 321年    | 宇宙惑星連合の規約に基づいて、各惑星国家間の相互保証が強化。                                                                                               |
| 328年    | 『キディ・グレイド』本編の時代。 |

## テレビアニメ
2002年10月から2003年3月にかけて、フジテレビ・東海テレビ・関西テレビの深夜枠で放送された。全24話。

### スタッフ
- 原作 - gímik、GONZO
- 企画 - 安田猛、井上伸一郎、酒匂暢彦、福井政文、村濱章司
- 企画プロデュース - 伊藤敦
- プロデューサー - 蜂屋誠一、畑中利雄、武智恒雄、石川真一郎、春名剛生
- 監督 - 後藤圭二
- シリーズ構成 - きむらひでふみ
- キャラクターデザイン - 門之園恵美
- メカニックデザイン - 海老川兼武、川原智弘
- 美術監督 - 朝倉千登勢、小山俊久
- 色彩設計 - 土屋智
- 撮影監督 - 瓶子修一
- 編集 - 重村建吾、肥田文
- 音楽 - 浜口史郎
- 音響監督 - 鶴岡陽太
- アニメーション制作 - GONZO DIGIMATION
- 製作 - GOTT、フジテレビ

### 主題歌
オープニングテーマ
『未来の記憶』
作詞 - 渡邊美佳 / 作曲・編曲 - 岩崎文紀 / 歌 - YUKA

エンディングテーマ
『FUTURE』
作詞・作曲 - 森岡純 / 編曲 - 須貝幸生、Little Viking / 歌 - Little Viking

### 各話リスト
各話タイトルフォーマットは［ ］内に話数を示すローマ数字が入り、それに続いて改行後、サブタイトルが表示される。 / 前後で頭文字に色が付けられ/前では青、/後では赤になっている。
| 話数 | サブタイトル                | 脚本           | 絵コンテ                | 演出           | 作画監督                    | メカニック作画監督 | アイキャッチ     | 放送日         |
| ---- | --------------------------- | -------------- | ----------------------- | -------------- | --------------------------- | ------------------ | ---------------- | -------------- |
| 1    | Depth/Space -深淵-          | きむらひでふみ | 後藤圭二                | 後藤圭二       | 門之園恵美                  | 川原智弘           | 門之園恵美       | 2002年10月8日  |
| 2    | Tight/Bind -重力-           | きむらひでふみ | 後藤圭二                | 右湊具央       | 石岡雅憲                    | 濱川修二郎         | 緒方剛志         | 2002年10月15日 |
| 3    | Prisoner/Escort -虜囚-      | きむらひでふみ | 山田信二                | 黒田やすひろ   | 三輪修大                    | 小原渉平           | 水橋かおり       | 2002年10月22日 |
| 4    | High/Speed -超速-           | 稲荷昭彦       | 後藤圭二                | 鈴木薫         | 酒井和男 金崎貴臣           | -                  | 木村貴宏         | 2002年10月29日 |
| 5    | Day/Off -休日-              | 志茂文彦       | 川崎逸朗                | 宮崎なぎさ     | 神本兼利                    | いちかわけいぞう   | いづなよしつね   | 2002年11月5日  |
| 6    | Twin/Star -双璧-            | きむらひでふみ | 谷口悟朗                | 和田裕一       | 浜森理宏 亀田義明           | 田村勝之           | TONO             | 2002年11月19日 |
| 7    | Trial/Child -試練-          | 志茂文彦       | 木村真一郎              | 稲垣隆行       | 片岡英之                    | -                  | 平田雄三         | 2002年11月26日 |
| 8    | Forbidden/Instrument -禁断- | きむらひでふみ | 武本康弘                | 則座誠         | 細田直人                    | 高橋裕一           | 篤見唯子         | 2002年12月3日  |
| 9    | Mirage/Snare -罠網-         | 十川誠志       | きむらひでふみ          | 竹田豊         | 市川吉幸 高品有桂           | 酒井和男           | 石田敦子         | 2002年12月10日 |
| 10   | Rebirth/Slave -再生-        | きむらひでふみ | 角銅博之                | 山名隆司       | 鈴木雄大 北岡秀一           | -                  | 園田健一         | 2002年12月17日 |
| 11   | Set/Free -蝉脱-             | きむらひでふみ | 武本康弘                | 武本康弘       | 米田光良                    | -                  | 村枝賢一         | 2003年1月7日   |
| 12   | Frozen/Life -死生-          | 十川誠志       | 黒木冬                  | さかいとよかず | 石川晋吾                    | 小原渉平           | ふぢまるありくい | 2003年1月7日   |
| 13   | Conflict/Destiny -衝突-     | 志茂文彦       | 小野学                  | 岡崎幸男       | 渡辺和夫                    | 服部憲知           | 横田守           | 2003年1月14日  |
| 14   | Steel/Heart -鋼鉄-          | たかしげ宙     | 増尾昭一 きむらひでふみ | 小倉宏文       | 酒井和男 小林冬至生         | 川原智弘 嶋田俊彦  | 皆川亮二         | 2003年1月21日  |
| 15   | Break/Down -崩壊-           | きむらひでふみ | 後藤圭二                | 則座誠         | 神本兼利、金崎貴臣 鈴木雄大 | -                  | むっちりむうにい | 2003年1月28日  |
| 16   | Look/Back -追憶-            | きむらひでふみ | きむらひでふみ          | 竹田豊         | 寺岡巌                      | -                  | ぽよよん♥ろっく  | 2003年2月11日  |
| 17   | Phantasm/Reborn -新生-      | きむらひでふみ | 武本康弘                | 北之原孝将     | 米田光良                    | -                  | Dr.モロー        | 2003年2月25日  |
| 18   | Unmasked/Face -面貌-        | 志茂文彦       | 小野学                  | 山名隆司       | 寺岡巌                      | -                  | ひよひよ         | 2003年2月25日  |
| 19   | Take/Revenge -復讐-         | 十川誠志       | 渡辺純央                | 渡辺純央       | 晶貴孝二                    | 小原渉平           | 小野敏洋         | 2003年3月4日   |
| 20   | Lost/Days -喪失-            | きむらひでふみ | きむらひでふみ          | 小倉宏文       | 橘秀樹                      | -                  | こいでたく       | 2003年3月4日   |
| 21   | Nouvlesse/Ark -方舟-        | きむらひでふみ | 東海林真一              | 東海林真一     | 茂木信二郎                  | -                  | ぢたま某         | 2003年3月11日  |
| 22   | Demolition/Titan -巨神-     | きむらひでふみ | 岩崎良明                | 則座誠         | 寺岡巌                      | -                  | きむらひでふみ   | 2003年3月11日  |
| 23   | Annihilation/Zero -還元-    | きむらひでふみ | 武本康弘                | 北之原孝将     | 米田光良                    | -                  | 鈴木雅久         | 2003年3月18日  |
| 24   | As Time Goes By -終焉-      | きむらひでふみ | 後藤圭二                | 後藤圭二       | 神本兼利 金崎貴臣           | 川原智弘           | 後藤圭二         | 2003年3月18日  |

### 放送局
| 放送地域   | 放送局     | 放送期間                       | 放送日時                     | 放送系列       |
| ---------- | ---------- | ------------------------------ | ---------------------------- | -------------- |
| 関東広域圏 | フジテレビ | 2002年10月9日 - 2003年3月19日  | 水曜 1:58 - 2:28（火曜深夜） | フジテレビ系列 |
| 近畿広域圏 | 関西テレビ | 2002年10月20日 - 2003年4月20日 | 日曜 3:55 - 4:25（土曜深夜） | フジテレビ系列 |
| 中京広域圏 | 東海テレビ | 2002年11月16日 - 2003年5月17日 | 土曜 1:50 - 2:20（金曜深夜） | フジテレビ系列 |

## キディ・グレイド 劇場版

### 概要
テレビアニメ版に追加カットや新作カットを加え、三部作として再編集した作品。
第一部：KIDDY GRADE -IGNITION-（キディ・グレイド -イグニッション-）覚醒篇
使用話数（第1話 - 第11話、第16話）
アイキャッチ（門之園恵美、きむらひでふみ、後藤圭二）
第二部：KIDDY GRADE -MAELSTROM-（キディ・グレイド -メイルシュトローム-）氾濫篇
使用話数（第12話 - 第18話）
第三部：KIDDY GRADE -TRUTH DAWN-（キディ・グレイド -トゥルースドーン-）黎明篇
使用話数（第19話 - 第24話）

### 主題歌（劇場版）
エンディング
『FUTURE』（第一部）
作詞・作曲 - 森岡純 / 編曲 - 須貝幸生、Little Viking / 歌 - Little Viking
『もう二度と』（第二部）
作詞 - ああ / 作曲 - Takumi / 編曲 - 鎌田ジョージ / 歌 - savage genius
『あなたのようです』（第三部）
作詞 - ああ / 作曲 - Takumi / 編曲 - 柿島伸次 / 歌 - savage genius

挿入歌
『光の海』（第三部）
作詞 - 河合英嗣 / 作曲・編曲 - 根岸貴幸 / 歌 - リュミエール（平野綾）
『星空のゆりかご』（第三部）
作詞 - 渡邉美佳 / 作曲・編曲 - 浜口史郎 / 歌 - Ikuko
『未来の記憶』（第一部、第三部）
作詞 - 渡邉美佳 / 作曲・編曲 - 岩崎文紀 / 歌 - YUKA

### スタッフ（劇場版）
- 監督 - 後藤圭二
- 構成、脚本 - きむらひでふみ
- キャラクターデザイン - 門之園恵美
- 編集 - 伊藤潤一
- 音響監督 - 鶴岡陽太
- 制作 - GONZO
- 制作協力 - アスリード
- 製作 - GOTT
- 配給 - クロックワークス
- 協力 - 角川書店

## 関連商品

### 漫画
キディ・グレイド -リバース-
『月刊少年エース』（角川書店）2002年10月号 - 2003年3月号に連載。レーベルは角川コミックス・エース、全1巻。ライトニングとトゥインクルに関わるストーリー。サイドストーリーにあたる。作画はひよひよ。
キディ・グレイドVS（ヴァーサス）
『月刊ドラゴンジュニア』に2002年6月号・7月号と2002年10月号 - 2003年4月号に『月刊ドラゴンエイジ』（富士見書房）に2003年5月号 - 10月号にそれぞれ連載されていた、全2巻・全15話。レーベルは角川コミックス・ドラゴンジュニア。時間軸はテレビアニメ版と並列であり、サウンドレイヤーに登場するが、アニメ本編には登場しない犯罪組織ヴァージンヴァイラスとの攻防が書かれている。脚本・きむらひでふみ、作画・ふぢまるありくいによる。

### 小説
キディ・グレイド
- キディ・グレイド(1) ISBN 4-04-428601-9 2002年11月初版発行
- キディ・グレイド(2) ISBN 4-04-428602-7 2003年3月初版発行
- キディ・グレイド(3) ISBN 4-04-428603-5 2003年9月初版発行

レーベルは角川スニーカー文庫（角川書店刊）。テレビアニメ版のストーリーをノベライズしたものだが、描けなかった伏線・描写が大幅に追加されている。テレビ版のストーリーの裏で動いていたヴァージンヴァイラスとの動きも描写している。著者は志茂。1巻は第1話 - 第4話をヴァージンヴァイラスについての描写を追加、2巻は第7話 - 第15話、3巻は第16話 - 第24話をそれぞれ再構成している。
キディ・グレイドPr.
- キディ・グレイドPr.1 0318：ボモウナ星系再生プロジェクト ISBN 4-04-422805-1 2001年9月初版発行
- キディ・グレイドPr.2 0319：不可侵宙域の要塞 ISBN 4-04-422806-X 2002年2月初版発行

レーベルは角川スニーカー文庫。角川書店刊。本文イラストはきむら、口絵イラストは門之園、著者は青木智彦。アニメに先駆けて刊行された。テレビアニメ版の10年前の時代が舞台となっている。主人公は同じくGOTTに所属するメアリーアンとブランの叔母・甥コンビ。
キディ・グレイド EX-PARTNER
全5話、EX01 - EX05はキディ・グレイドDVDコレクターズエディションCASE.8に付属する封入特典小説。EXごと各話は独立している。著者はきむら。
キディ・グレイド Secret Affair
全5話、著者はきむら。TV版キディ・グレイドのDVDシリーズの全巻購入応募特典の小説の為、非売品であり入手困難。
キディ・グレイド ワードレイヤー承前And/Now
著者はきむらひでふみ。2009年11月に発売されたBlu-ray BOXの封入特典小説である。非売品。全16ページ。キディ・グレイドと2009年10月から開始した続編キディ・ガーランドをつなぐ物語。主人公・語り部はシュウ。
キディ・グレイド ポイズン・メディシン
ザ・スニーカー2002年6月号に掲載された短編小説。単行本未収録。著者は青木。タイムスタンプを改竄して証券取引市場を混乱させる犯罪に対処する為にエクレール、リュミエール、アームブラストが惑星国家クィールズに赴く。

### ファンブック
キディ・グレイド コンクルージョン ISBN 4-04-853680-X 角川書店、2003年11月30日初版発行、2000円（税抜）
キャラクター設定、用語解説、キャスト・スタッフインタビュー、ストーリー解説の他、キディ・グレイド関連商品の時系列が年表になって示されており、全体像が掴める構成となっている。

### サウンドトラック
発売元はビクターエンタテインメント。第3巻にはキャストによるボイスミニドラマが収録されている。
- Kiddy Grade SOUND PACK1 ECLAIR 型番VICL-61058、2003年2月5日発売、2200円（税抜）
- Kiddy Grade SOUND PACK2 LUMIERE 型番VICL-61059、2003年2月5日発売、2200円（税抜）
- Kiddy Grade SOUND PACK3 型番VICL-61089、2003年3月21日発売、2900円（税抜）

### サウンドレイヤー
ラジオ関西のアニラジ番組『It's On』（パーソナリティ：井上喜久子、木村郁絵）内にて、2002年6月 - 2003年3月に放送されたラジオドラマ・ドラマCD。ジャケットイラストは門之園、レーベルイラストは篤見唯子、脚本はアニメのシリーズ構成・脚本を担当しているきむら。『キディ・グレイド』の世界観を基にした物で本編の裏話やその時々の脇役達の日常、そして数々の伏線を補完するエピソードが展開された。後にはこれに「インターミッション」（別伝、以下：IM）を追加してフィギュアを同梱したものが各5000円（税別）、全5巻で発売された。各巻にはきむらのイメージボード、後藤のイラスト、用語集が掲載されたブックレットが付属していた。2008年に発売されたDVD-BOX1・2には特典CDとして収録され、2009年に発売されたBlu-ray BOXには特典Blu-ray Discにそれぞれ収録されている。
| Vol.1 | Vol.1                  | Vol.2 | Vol.2                    | Vol.3 | Vol.3                      | Vol.4 | Vol.4                      | Vol.5 | Vol.5                    |
| 話数  | サブタイトル           | 話数  | サブタイトル             | 話数  | サブタイトル               | 話数  | サブタイトル               | 話数  | サブタイトル             |
| ----- | ---------------------- | ----- | ------------------------ | ----- | -------------------------- | ----- | -------------------------- | ----- | ------------------------ |
| 01    | 受付嬢とESメンバー     | 09    | 鏡写しの二人             | 17    | 香りを楽しむ、少女         | 25    | 遺伝子よりも強いもの       | 33    | 幻の、二人               |
| 02    | ESメンバーとスゴイヒト | 10    | 二人の鏡写し             | 18    | カウンター・エンカウンター | 26    | ESメンバーに必要なモノ     | 34    | 過ぎ去りし、日           |
| 03    | 病気・恋の病           | 11    | リストラクチャリング     | 19    | ヴァージン・ヴァイラス     | 27    | 互いに解り合う、絆         | 35    | 姿を隠す、猫             |
| 04    | Eシフト                | 12    | 理想と、現実             | 20    | アンオウとエイオウ         | 28    | 城に住まう女王             | 36    | 変わるモノ・変わらぬモノ |
| IM01  | ドゥルディとドゥルダム | IM03  | GOTT最強の二人           | IM05  | 記憶                       | IM07  | 過去の因縁・未来の約束     | IM09  | ESメンバー               |
| 05    | 姉弟とパートナー       | IM3.5 | GOTT真に最強の二人?      | 21    | 13人目のESメンバー         | IM7.5 | 繰り返す、歴史?            | 37    | 騎士、という名の男       |
| 06    | 姉弟と恋人             | 13    | エクちゃんとリュミちゃん | 22    | EFメンバー、策に溺れる     | 29    | 甘い香り、苦い言葉         | 38    | 現金、という名の女性     |
| 07    | 友達と秘書             | 14    | デクちゃんとシニちゃん   | 23    | 秘密という名のビジネス     | 30    | 甘い、クリームの色         | 39    | 直球・剛速球             |
| 08    | 月蝕、という名の女性   | 15    | シザーリオとヴァイオラ   | 24    | 生命という名の賭け金       | 31    | ミートパイと、チェリーパイ | 40    | 楽しいお話               |
| IM02  | アールヴとドヴェルグ   | 16    | 沈黙は金・雄弁は銀       | IM06  | 壊れゆくもの               | 32    | 二人の、幻                 | IM10  | リッキィとボニータ       |
| -     | -                      | IM04  | アフタヌーン・ティー     | -     | -                          | IM08  | 対消滅                     | -     | -                        |

発売元はバンプレスト、販売協力がムービックが担当した。
- Kiddy Grade SOUND Layer Vol.1 商品番号KIDD-0001、2002年12月27日発売、5000円（税抜）
- Kiddy Grade SOUND Layer Vol.2 商品番号KIDD-0002、2003年1月25日発売、5000円（税抜）
- Kiddy Grade SOUND Layer Vol.3 商品番号KIDD-0003、2003年4月26日発売、5000円（税抜）
- Kiddy Grade SOUND Layer Vol.4 商品番号KIDD-0004、2003年5月17日発売、5000円（税抜）
- Kiddy Grade SOUND Layer Vol.5 商品番号KIDD-0005、2003年6月14日発売、5000円（税抜）

#### サウンドレイヤースタッフ（抜粋）
- 原作 - gimik・GONZO
- 企画 - 田中英利
- 企画協力 - 安田猛
- プロデューサー - 松村浩
- プロデュース協力 - シバタミツテル（ムービック）
- 構成・脚本 - きむらひでふみ
- 音響監督 - 鶴岡陽太
- 製作 - バンプレスト
- 製作協力 - GOTT
- 販売協力 - ムービック
- 協力 - 後藤圭二、門之園恵美

### VHS・DVD・Blu-ray

#### キディ・グレイドPV
TV放送前に月刊ニュータイプや月刊エースネクストなどで通販されたプロモーションDVDで、5分間のパイロット映像と設定資料集を収録。封入特典としてプロモカード3枚が封入された。税込・配送料含め1700円。2003年2月25日には特典が無い通常版も発売され、こちらは税抜1700円。発売元：角川書店、ゴンゾディジメーションホールディング。キディ・グレイドPVのパイロット映像についてはBlu-ray BOXに収録されている。
- Kiddy Grade PV Eclair Version 赤版 ニュータイプドットコム限定 商品番号：KABD-282
- Kiddy Grade PV Lumiere Version 青版 エースネクスト限定 商品番号：KABD-283
- Kiddy Grade PV Eclair&Lumiere Version 黒版 月刊ニュータイプ限定 商品番号：KABD-284

#### TVシリーズ
DVD通常版・限定版の『COLLECTOR'S EDITION』、VHSシリーズの発売元は角川書店・IMAGICAエンタテインメント、販売元はアトラス。DVD通常版は税別5800円、限定版は税別7800円、VHS版は税別6800円で販売されており、各巻2話の全12巻であった。
限定版特典には絵コンテや設定を掲載したContunuityと称するブックレットや特典小説が収録された他、VHS版、DVD通常版・限定版共に各巻にキャラクターによる著作権侵害の警告コメント集や全巻購入特典応募券が付いていた。ジャケットは門之園が担当、限定版はリバーシブル使用で裏面にきむらが描きおろしのイラストが描かれていた。また、本編の収録版は放映時には修正されていた女性の乳房などを映す描写を解禁している。
- Kiddy Grade キディ・グレイド Case.1（2003年2月25日発売、商品番号:限定版KABD-531、通常版はKABD-285）
- Kiddy Grade キディ・グレイド Case.2（2003年3月25日発売、商品番号:限定版KABD-532、通常版はKABD-286）
- Kiddy Grade キディ・グレイド Case.3（2003年4月25日発売、商品番号:限定版KABD-533、通常版はKABD-287）
- Kiddy Grade キディ・グレイド Case.4（2003年5月22日発売、商品番号:限定版KABD-534、通常版はKABD-288）
- Kiddy Grade キディ・グレイド Case.5（2003年6月26日発売、商品番号:限定版KABD-535、通常版はKABD-289）
- Kiddy Grade キディ・グレイド Case.6（2003年7月24日発売、商品番号:限定版KABD-536、通常版はKABD-290）
- Kiddy Grade キディ・グレイド Case.7（2003年8月28日発売、商品番号:限定版KABD-537、通常版はKABD-291）
- Kiddy Grade キディ・グレイド Case.8（2003年9月25日発売、商品番号:限定版KABD-538、通常版はKABD-292）
- Kiddy Grade キディ・グレイド Case.9（2003年10月23日発売、商品番号:限定版KABD-539、通常版はKABD-293）
- Kiddy Grade キディ・グレイド Case.10（2003年11月27日発売、商品番号:限定版KABD-540、通常版はKABD-294）
- Kiddy Grade キディ・グレイド Case.11（2003年12月25日発売、商品番号:限定版KABD-541、通常版はKABD-295）
- Kiddy Grade キディ・グレイド Case.12（2004年1月29日発売、商品番号:限定版KABD-542、通常版はKABD-296）

##### DVD-BOX・Blu-ray Box
2008年5月23日に第1話 - 第12話が収録されたDVD-BOX1が、同年6月27日に第13話 - 第24話が収録されたDVD-BOX2がそれぞれ発売。発売元は角川書店、販売元は角川エンタテインメントより初回限定生産で生産された。
特典としては共通特典として監督の後藤圭二インタビュー、各BOX特典としてBOX1にはエクリプス編、BOX2にはシュバリエ編の新規録音のサウンドレイヤーが収録された。ジャケットは門之園の描き下ろしイラスト。
- キディ・グレイド DVD-BOX 1（2008年5月23日発売、品番KABA-4601）
- キディ・グレイド DVD-BOX 2（2008年6月27日発売、品番KABA-4602）

2009年11月27日にはBlu-ray BOXが発売。発売元は角川書店、販売元は角川エンタテインメント。
DVD-BOXに収録されたバンプレストから発売されたサウンドレイヤーやワーニングコメント集、アニメ雑誌等に掲載された版権絵ギャラリー、パイロット映像が特典ディスクに収録されている。また封入特典として、きむら書き下ろしの小説も収録。ジャケットイラストは後藤が描き下ろし。
- TVアニメーション『キディ・グレイド』Blu-ray EDITION（2009年11月27日発売、品番KAXA-1400）

#### 劇場版
DVD全3巻、発売元は角川書店、販売元は角川エンタテインメント。各巻に8ページのブックレットが封入特典として付属した。映像特典として1巻には上映イベントで行われたライブレイヤー（ミニドラマ）、2巻には初日舞台挨拶映像、3巻には監督インタビュー映像が収録されている。
- キディ・グレイド 劇場版第一部 －イグニッション－（覚醒篇）（2007年7月27日発売、品番KABA-3101）
- キディ・グレイド 劇場版第二部 －メイルシュトローム－（氾濫篇）（2007年9月28日発売、品番KABA-3102）
- キディ・グレイド 劇場版第三部 －トゥルースドーン－（黎明篇）（2007年12月21日発売、品番KABA-3103）

2009年12月25日には上記3巻をまとめたBlu-ray BOXが発売され、劇場版DVDの映像特典はBlu-ray Box版に全て収録される他、新規映像特典としてキディ・グレイド2パイロット映像やイラストギャラリーが収録されている。発売元は角川書店、販売元は角川エンタテインメント。
- 劇場版『キディ・グレイド』Blu-ray EDITION（2009年12月25日発売、品番KAXA-1500）